# BOXER's BLAST
『BOXER's BLAST』（ボクサーズ ブラスト）は、原作：酒井敦朗、漫画：暁月あきらによる日本の漫画。『ジャンプスクエア』（集英社）にて2018年12月号から2019年10月号まで連載された。

## 登場キャラクター
白木屋 隆（しろきや たかし）
高校生。バイト先の新聞屋に妹と共に間借りし、バイトを掛け持ちして暮らす苦学生。和民との出会いから、ボクシングの道に足を踏み入れる。
和民 拳斗（わたみ けんと）
「日本ボクシング史上最高傑作」と評されるボクシング世界チャンピオン。フェザー級でWBOとWBCのタイトルを持つ。新聞配達中の白木屋に興味を持ち、指導することに。統一戦を前にして交通事故に遭う。
土間 惣介（どま そうすけ）
日本ライト級チャンピオン。和民と出会ってボクシングを始め、今ではジムNo.2の実力者。和民に目をかけられていた白木屋のことを受け入れられずにいたが、実際に打ち合ったことで白木屋の才能を認めた。
春原 俊太郎（はるはら しゅんたろう）
元アマ無敗の男。和民に挑むため、和民ジムに入った。強くなるためなら年上の自分にも容赦をしない和民に、強い信頼感を抱いていた。

## 書誌情報
- 酒井敦朗（原作）・暁月あきら（漫画） 『BOXER's BLAST』 集英社〈ジャンプ・コミックス〉、全3巻
  1. 2019年2月9日発行（2月4日発売[2]）、ISBN 978-4-08-881732-3
  2. 2019年6月9日発行（6月4日発売[3]）、ISBN 978-4-08-881844-3
  3. 2019年10月9日発行（10月4日発売[4]）、ISBN 978-4-08-882087-3